# Manuel Vidrio
Manuel Vidrio Solís (Teocuitatlán de Corona, 23 agosto 1972) è un allenatore di calcio ed ex calciatore messicano, di ruolo difensore.

## Carriera

### Club
Ha giocato prevalentemente per Chivas de Guadalajara e Pachuca, e ha all'attivo anche cinque presenze nella Primera División con la maglia dell'Osasuna. Si è ritirato nel 2006 con la maglia del CD Veracruz.

### Nazionale
Con la nazionale messicana conta 37 presenze con un gol segnato, e ha partecipato al campionato del mondo 2002.

## Palmarès

### Club
- CONCACAF Champions' Cup: 1

Pachuca: 2002